# Oratori de Jesús
L'Oratori de Jesús i Maria Immaculada de França (en llatí Congregatio Oratorii Iesu et Mariae i en francès Oratoire de Jésus et Marie Immaculée) és una societat de vida apostòlica catòlica formada per sacerdots i laïcs que viuen en comunitat, sense vots religiosos.

## Història
Inspirat per la Congregació de l'Oratori de Sant Felip Neri que havia fundat Felip Neri a Roma, va ser fundat a París l'11 de novembre de 1611 pel cardenal Pierre de Bérulle (1575-1629). Amb la congregació, Bérulle volia crear, en un moment en què molts sacerdots no tenien vocació i només pensaven en els beneficis econòmics de la carrera eclesiàstica, "una societat de preveres, sense obligació de vots, on es tendirà a la perfecció sacerdotal amb totes les forces, per a exercir-ne totes les funcions i formar en la pietat aquells que hi aspiren".
Els oratorians de França van ser aprovats per Pau V el 1613. Durant els segles XVII i XVIII van tenir una gran expansió a França, on van dedicar-se a l'ensenyament, essent rivals, en aquest camp, dels jesuites. Suprimits per les autoritats revolucionàries en 1792, van ser restaurats en 1852 per Alphonse Gratry (1805-1872) i Pierre Pététot (1801-1888). Des de llavors es dediquen principalment a la direcció de col·legis i seminaris. El nou oratori, per a diferenciar-se de l'antic, s'anomenà Oratori de la Immaculada Concepció i en 1864, un decret papal el reconeixia definitivament amb el nom d'Oratori de Jesucrist Nostre Senyor i de Maria Inmmaculada.
Al final de 2005 tenia 55 membres (53 d'ells sacerdots) i 8 cases.
Entre els seus membres poden anomenar-se: Charles de Condren, Jacques Joseph Duguet, Nicolas Malebranche, Richard Simon, Jean-Baptiste Massillon, Joseph Fouché, Pasquier Quesnel, Alphonse Gratry i Lucien Laberthonnière.